# 足立文太郎
足立 文太郎（あだち ぶんたろう、慶応元年6月15日（1865年8月6日） - 1945年（昭和20年）4月1日）は、日本の解剖学者、人類学者、京都帝国大学医学部教授。専門は軟部人類学。日本人と欧米人の解剖学的差異を解明した。

## 経歴
静岡県田方郡市山村（現：伊豆市）出身。父親が失踪したため、母方の伯父の元で育つ。1894年東京帝国大学医科大学卒業後、1899年からドイツのストラスブール大学に留学、帰国後第三高等学校教授を経て京都帝国大学医学部教授となり、解剖学を担当。筋の異常の統計学的研究のほか、諸民族の体臭と耳垢についての遺伝学的・組織学的研究などが知られ、「身体的特徴において人種的優劣はない」と唱えた。1925年定年退職後、大阪高等医学専門学校（現：大阪医科薬科大学）の初代校長を務めた。1930年に帝国学士院恩賜賞を受賞。

## 家族
- 父・足立長造は静岡出身。商売に失敗し妻子を置いて出奔[4]。算盤の師匠、祈祷師、堂守、神主など職を転々とした[7]。
- 母・すがは、井上靖の曾祖父・井上潔の妹[4]。夫の失踪後、3人の子を連れて実家の井上家に戻り、子供を兄の潔に託して富商と再婚するも離婚、その後質屋に嫁ぎ、二男一女を生むが、夫の放蕩と貧乏に嫌気がさし、湯ヶ島で開業した兄潔のもとに子供とともに身を寄せ、潔没後は、長男文太郎にひきとられ、76歳で没した[4]。
- 長男・足立千吉の岳父に八木商店創業者・八木与三郎。
- 長女・井上ふみは井上靖の妻。

## 栄典
- 1908年（明治41年）12月11日 - 従五位[8]
- 1917年（大正6年）1月10日 - 従四位[9]

## 史跡
足立の母校である湯ケ島小学校には、足立自筆の「懸命不動」の文字を刻んだ顕彰碑がある。撰文は井上靖が筆を取った。